# Staraja Russa
Staraja Russa (russisch Старая Русса) ist eine Stadt in Russland und mit 31.809 Einwohnern (Stand 14. Oktober 2010) die drittgrößte Ortschaft in der Oblast Nowgorod.

## Geographie
Die Stadt liegt etwa 250 Kilometer südlich von Sankt Petersburg und 99 km südlich der Gebietshauptstadt Weliki Nowgorod. Durch die Stadt fließt der Fluss Polist aus dem Einzugsgebiet des Ilmensees. Staraja Russa ist das Verwaltungszentrum des gleichnamigen Rajons der Oblast Nowgorod.

## Geschichte

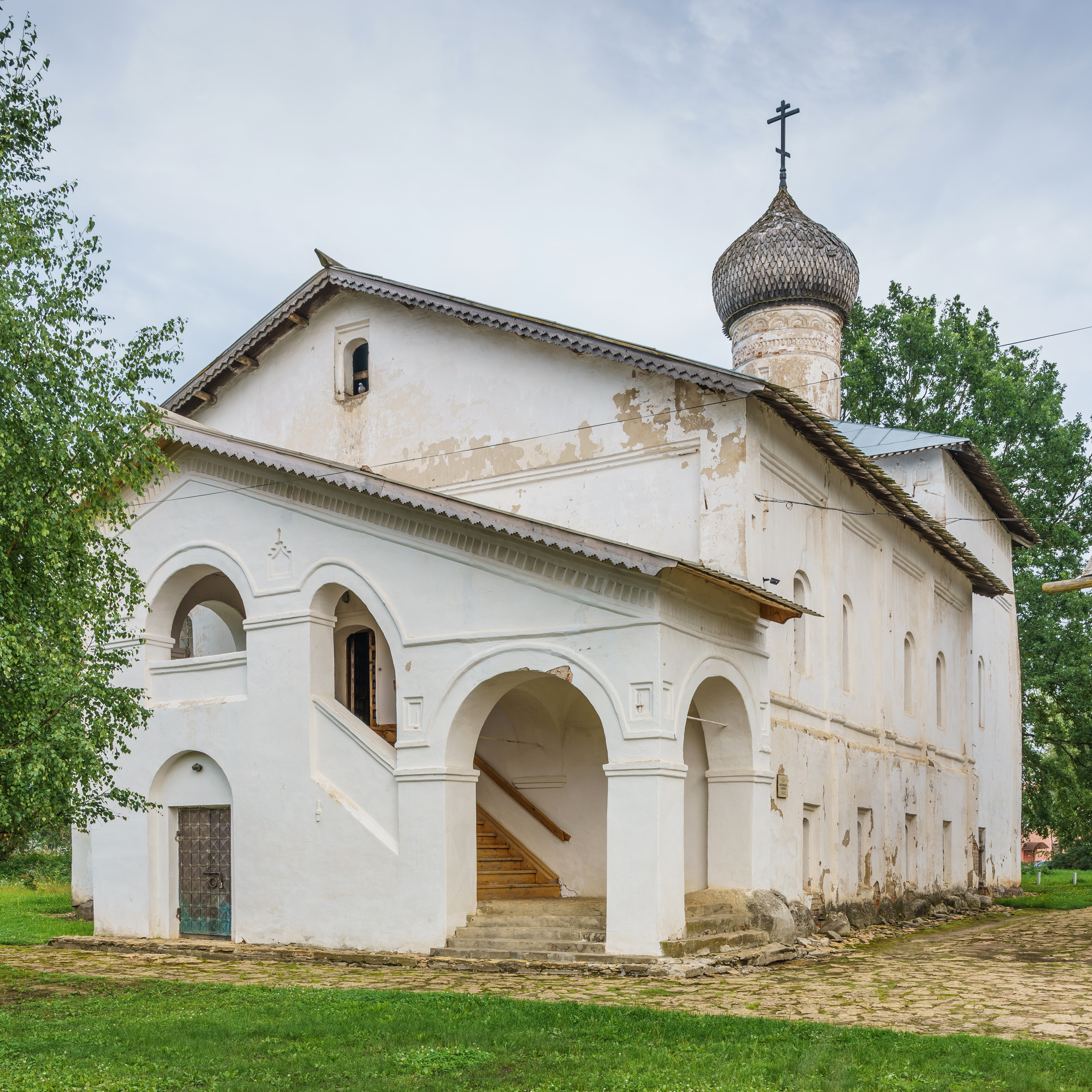
Verklärungskloster

Erstmals urkundlich erwähnt wurde der Ort 1167 unter dem Namen Russa (Руса). Archäologische Ausgrabungen deuten jedoch darauf, dass die Anfänge der Stadt auf die Jahrhundertwende zum 11. Jahrhundert zurückgehen. Ursprünglich zur Republik Nowgorod gehörend, war Russa im 13. und 14. Jahrhundert Zentrum der Salzsiederei. 1478 wurde der Ort Teil des Moskauer Großfürstentums und entwickelte sich in dieser Zeit sowohl als Salzsieder- als auch als Handelsort, da er auf dem Wasserweg „von den Warägern zu den Griechen“ lag. Seit der Mitte des 16. Jahrhunderts trug der Ort den Namen Staraja Russa (Старая Руса), was so viel wie „Alt-Russa“ bedeutet.
1608 wurde Staraja Russa bei einem Angriff von Seiten Polen-Litauens weitgehend verwüstet. Auch wenn es einige Jahre später wieder aufgebaut wurde, konnte der Ort seine einstige Bedeutung für den Handel seitdem nicht mehr erlangen. 1763 fiel Staraja Russa einer Feuersbrunst zum Opfer und wurde danach nach einem neuen Generalplan mit steinernen Häusern bebaut. Wenig später, im Jahre 1776, erhielt es Stadtrechte und wurde Teil des Nowgoroder Gouvernements.
Anfang des 19. Jahrhunderts wurde die Salzgewinnung in Staraja Russa eingestellt. An der Stelle der einstigen Salinen wurde 1828 ein Moorbad eingerichtet. Seitdem gilt die Stadt, auch wegen mehrerer sich hier befindenden Heilwasserquellen, als Kurort. 1858 wurde eine Schiffsverbindung über den Ilmensee von Staraja Russa nach Nowgorod eingerichtet, und zwei Jahrzehnte später entstand zwischen den beiden Städten auch eine Eisenbahnverbindung.

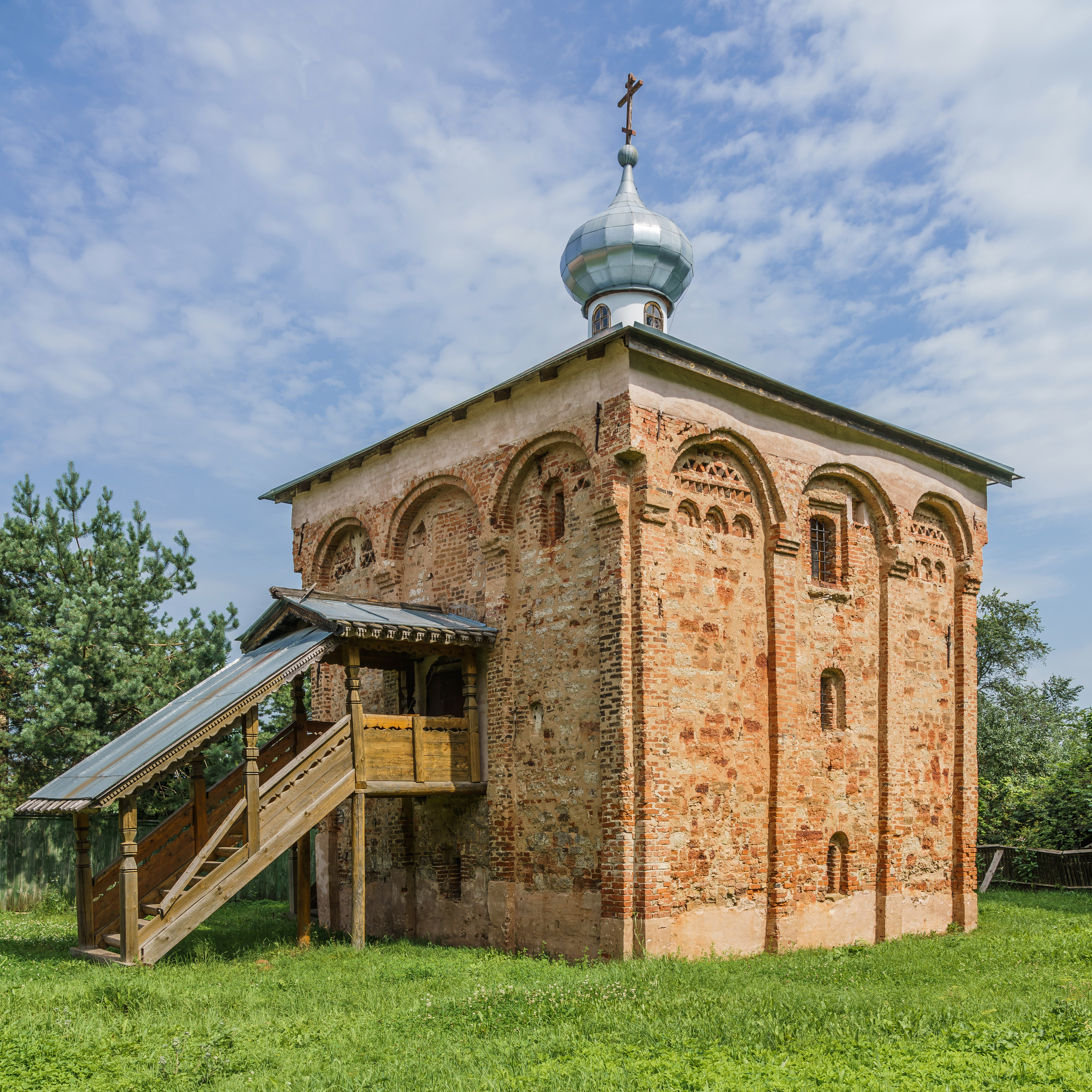
„Kirche des Heiligen Menas“ in Staraja Russa

Während des Zweiten Weltkriegs war Staraja Russa von August 1941 bis Februar 1944 von der Wehrmacht besetzt und konnte erst im Zuge der Leningrad-Nowgoroder Operation von der Roten Armee befreit werden. Auf dem Verbandsplatz im Ort verstarb 1943 unter anderem Adolf Urban.
1942 wurde die Glocke von der „Kirche der Heiligen Mina“ beschlagnahmt und nach Lübeck zurückgebracht, wo sie im Jahr 1672 von Albert Benningk gegossen worden war. In Lübeck geriet die Glocke in Vergessenheit und wurde nie geläutet. Im Jahr 2000 konnte der Verbleib der Glocke geklärt werden, und am 18. Februar 2001 wurde die Glocke feierlich zurückgegeben.

### Bevölkerungsentwicklung
| Jahr | Einwohner |
| ---- | --------- |
| 1897 | 15.183    |
| 1939 | 37.258    |
| 1959 | 25.409    |
| 1970 | 34.577    |
| 1979 | 40.439    |
| 1989 | 41.538    |
| 2002 | 35.511    |
| 2010 | 31.809    |

Anmerkung: Volkszählungsdaten

## Wirtschaft
Heute gibt es in Staraja Russa Betriebe des Maschinenbaus und der Chemieindustrie sowie eine Reihe von Nahrungsmittelfabriken.

## Persönlichkeiten

### Söhne und Töchter der Stadt
- Nikolai Jakowlew (1898–1972), Marschall der Artillerie
- Ljubow Muchatschewa (* 1947), Skilangläuferin und Olympiasiegerin
- Jewgeni Mironow (* 1949), Kugelstoßer

### Personen mit Beziehung zu Staraja Russa
Von 1875 bis 1878 und 1880 lebte in der Stadt der Schriftsteller Fjodor Dostojewski. Daran erinnern heute ein Museum sowie ein Denkmal in Staraja Russa.
Der Komponist Sergei Rachmaninow wurde 1873 auf dem Landgut Semjonowo bei Staraja Russa geboren und lebte dort bis zum Umzug der Familie nach Sankt Petersburg im Jahre 1882.

## Sehenswürdigkeiten
In Staraja Russa liegt das (seit den 1920er Jahren inaktive) Erlöser-Verklärungs-Kloster, ein Objekt des kulturellen Erbes Russlands.